# Thomas E. White

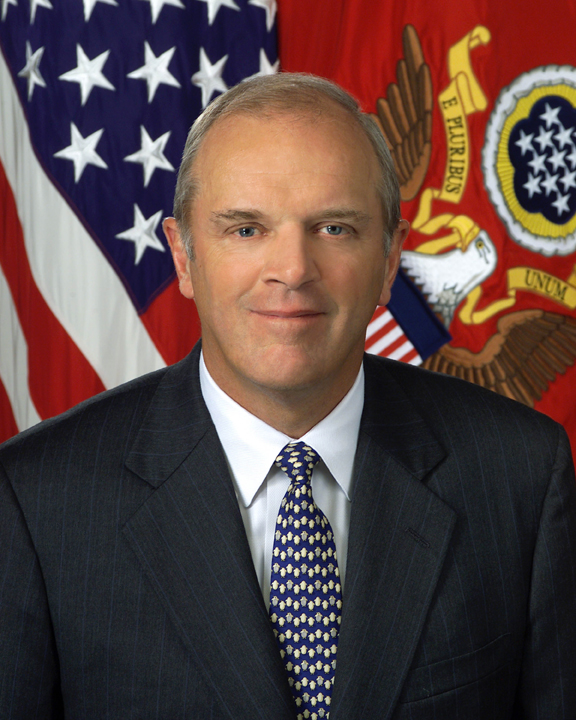
Thomas E. White

Thomas E. White (* 14. Dezember 1943 in Detroit; † 10. Dezember 2024) war ein US-amerikanischer Politiker, Manager, Brigadegeneral und Heeresstaatssekretär der Vereinigten Staaten.

## Militärische Laufbahn
Nach der schulischen Ausbildung trat er in den Dienst der United States Army und absolvierte ein Studium an der United States Military Academy in West Point (New York), das er 1967 abschloss.
Nach Einsätzen während des Vietnamkrieges absolvierte er einen Studiengang in Operations Research an der Naval Postgraduate School in Monterey (Kalifornien), den er 1974 mit einer Graduierung beendete. Anschließend folgten Verwendungen als Kommandeur des 1. Schwadron des 11th Armored Cavalry Regiment, dessen Kommandeur er später wurde. 1984 war er Absolvent des United States Army War College in Carlisle (Pennsylvania). Daraufhin wurde er Direktor der Armor/ Anti-Armor Special Task Force.

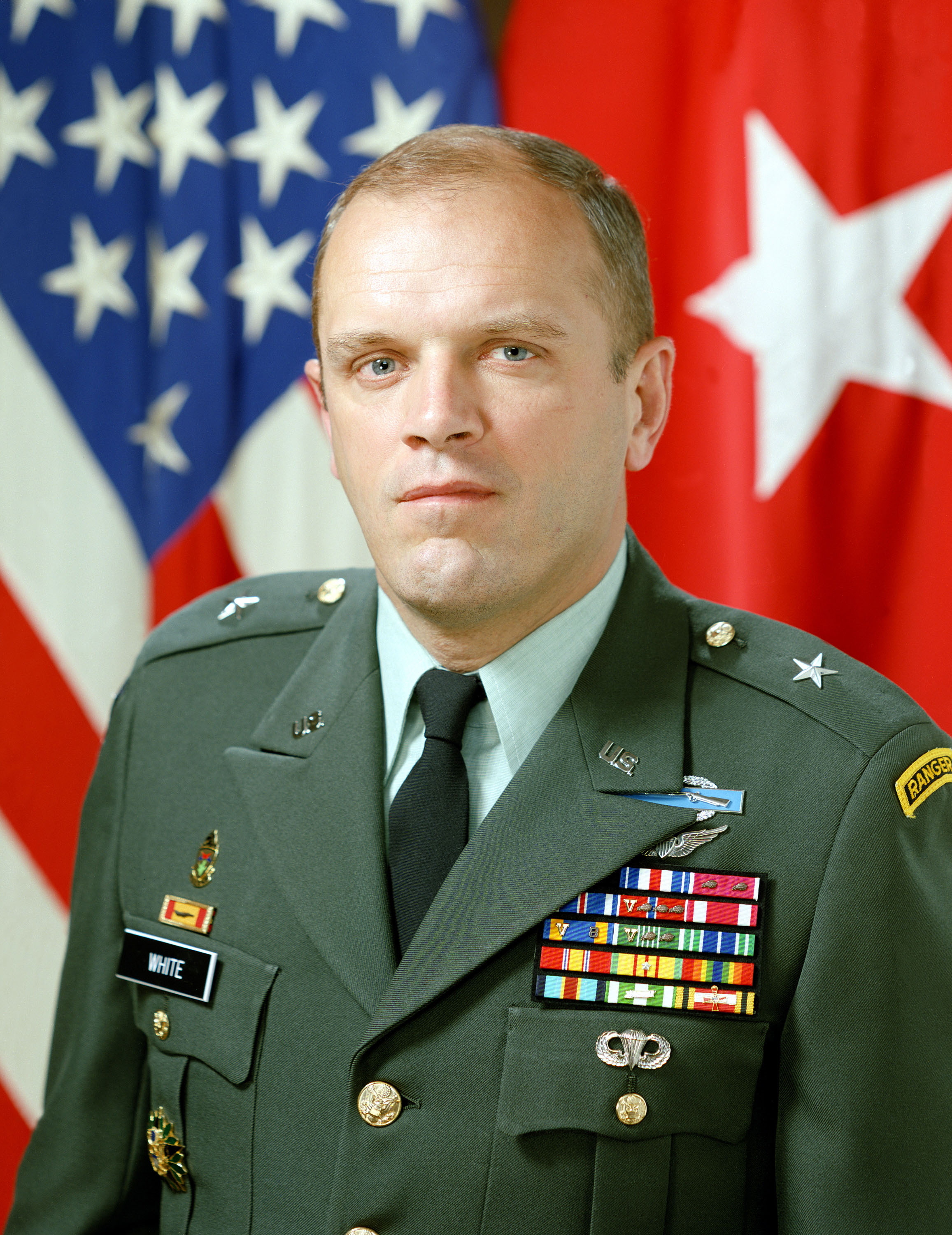
White als Brigadegeneral (1989)

Während seiner militärischen Laufbahn stieg er zuletzt zum Brigadegeneral auf. Als solcher wurde er 1989 zum Regierungsassistenten und engsten Beraters des Vorsitzenden der Chefs der Generalstäbe (Joint Chiefs of Staff), General Colin Powell, ernannt. Im Juli 1990 wurde im Range eines Brigadegenerals in den Ruhestand verabschiedet.

## Wirtschaftsmanager und Enron-Skandal
Nach seinem Ausscheiden aus dem aktiven Militärdienst trat White 1990 als Manager und Stellvertretender Vorstandsvorsitzender der Enron Energy Services, einem Tochterunternehmen des Energiekonzerns Enron, in die Privatwirtschaft. In den folgenden Jahren war er zudem Manager der Enron Engineering and Construction Company, die für den Bau in- und ausländischer Projekte des Konzerns verantwortlich ist. Außerdem war er später Mitglied des Exekutivkomitees von Enron sowie Vorstandsvorsitzender der Enron Operations Corporation. Im Mai 2001 schied er aus dem Enron-Konzern aus.
Im Oktober 2000 kam es aufgrund fortgesetzter Bilanzfälschung zu einem der größten Unternehmensskandale, welche die US-Wirtschaft bislang erlebte. Enron bestätigte, dass die US-Börsenaufsicht SEC eine Voruntersuchung begonnen hatte, um mögliche Konflikte aufgrund der Beteiligungsverträge zu klären und gestand ein, dass Gewinne in den Jahren zuvor um 1,2 Mrd. US-Dollar zu hoch ausgewiesen wurden. Am 2. Dezember 2001 meldete das Unternehmen Insolvenz an, da eine Übernahme durch den Konkurrenten Dynegy am 28. November 2001 gescheitert war.
Im Februar 2002 wurde bekannt, dass rund 500 Enron-Manager kurz vor der Pleite ihres Konzerns kräftige Bonuszahlungen erhalten hatten. Dabei wurde berichtet, dass White mit einem Enron-Aktienpaket im Wert von 25 bis 50 Millionen US-Dollar, einer weiteren Aktienoption im Wert von ebenfalls 25 bis 50 Millionen US-Dollar, einer so genannten Phantomaktien-Prämie (Phantom Stock Award) in Höhe von 5 bis 25 Millionen US-Dollar, einen Mitarbeiteraktienplan in Höhe von 1 bis 5 Millionen US-Dollar sowie ein Pensionskonto im Wert von 100.000 bis 250.000 US-Dollar versorgt wurde und damit mehr als jeder andere Leitende Angestellte erhielt.

## Heeresstaatssekretär unter Präsident Bush, Rücktritt wegen Skandalen

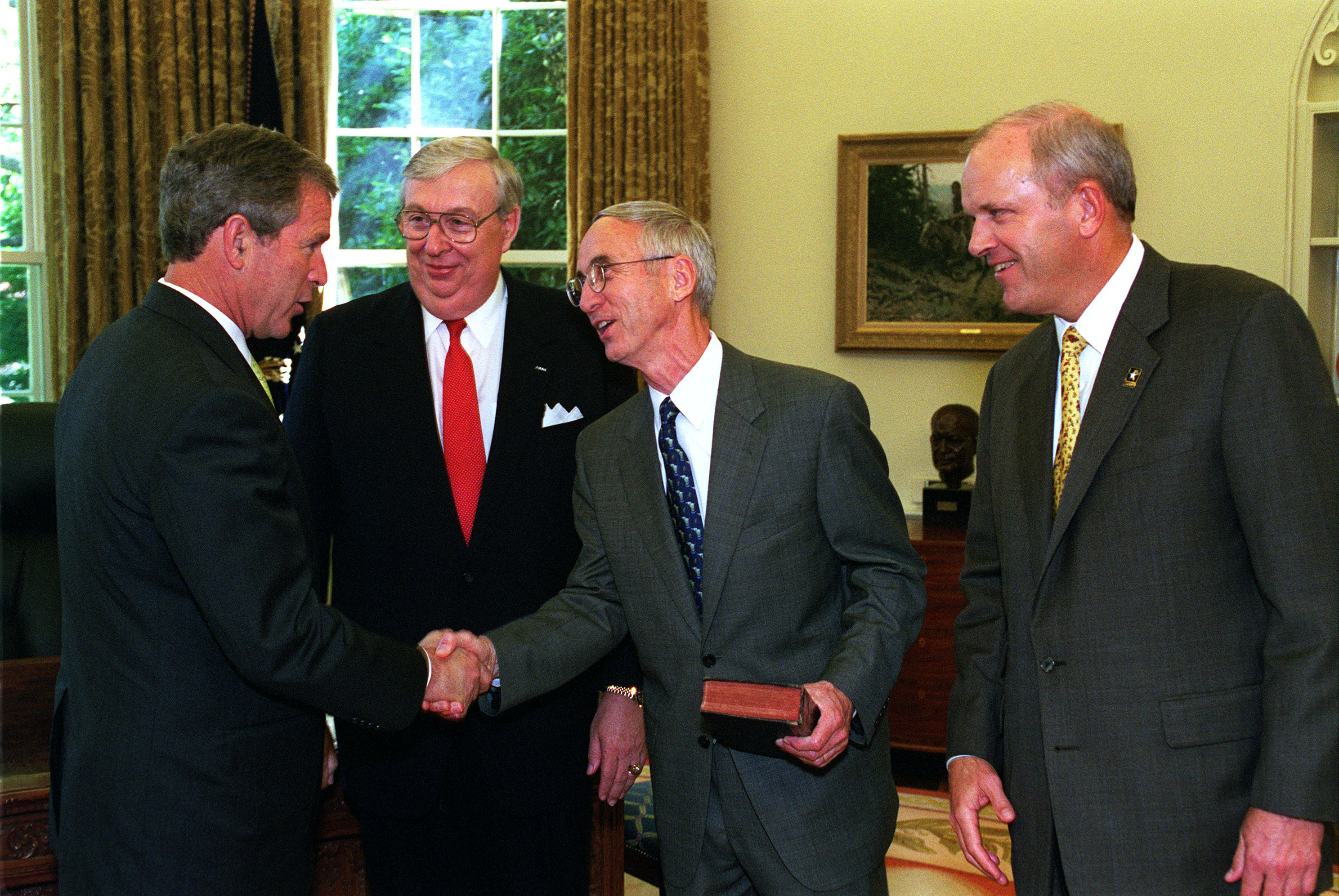
President Bush gratuliert den neuen Staatssekretären James G. Roche (Luftwaffe), Gordon R. England (Marine) und White (Heer) (v.l.n.r) (2001)

Am 31. Mai 2001 ernannte ihn Präsident George W. Bush zum Heeresstaatssekretär.
Bereits bei seiner Nominierung kam es zu deutlicher Kritik wegen seiner Verstrickungen in den Enron-Skandal und möglicher zukünftiger Bevorzugung der früheren Arbeitgeber bei militärischen Aufträgen. Trotz dieser öffentlichen Kritik erfolgten auf Wunsch von Verteidigungsminister Donald Rumsfeld auch die Ernennungen des früheren Managers von Northrop Grumman, James G. Roche, zum Luftwaffenstaatssekretär und des früheren Managers von General Dynamics, Gordon R. England, zum Marinestaatssekretär.
Nach dem im Februar 2002 der Umfang des Enron-Skandals in Bezug auf die Abfindungen der ehemaligen Manager bekannt wurde, wuchs auch die Kritik an ihm wegen seiner Abfindungen. Insbesondere rügten der Senator von Michigan, Carl Levin, und der Senator von Virginia, John Warner, sein Verhalten bei der Nominierungsanhörung im Mai 2001 und dass die Höhe der Enron-Abfindung damals nicht angegeben wurde. In der Folgezeit wurden ihm auch der Missbrauch von Militärflugzeugen für private Zwecke sowie Verstrickungen in einer Elektrizitätskrise in Kalifornien in den Jahren 2000 und 2001 vorgeworfen, die er jedoch vor dem Handelsausschuss des US-Senats bestritt. Darüber hinaus gab es auch Pressekritik wegen seiner Rolle beim Beginn des Irakkrieges im März 2003.
Am 25. April 2003 trat White von seinem Amt zurück. Im Jahr 2004 wurde er Partner und Manager des Energieunternehmens DKRW Energy LLC.

## Auszeichnungen
Auswahl der Dekorationen, sortiert in Anlehnung der Order of Precedence of Military Awards:
- Defense Distinguished Service Medal
- Silver Star
- Legion of Merit (2 x)
- Distinguished Flying Cross
- Bronze Star (3 x)
- Meritorious Service Medal
- Army Commendation Medal 2 x)
- Army Achievement Medal